# Jérémie Deschamps du Rausset
Jérémie Deschamps du Rausset est un personnage historique français du XVIIe siècle.

## Lieutenant de l'île de la Tortue
Le 26 novembre 1659 Jérémie Deschamps du Rausset reprend l’île de la Tortue au nom de la République des frères de la côte (flibustiers et boucaniers de la côte Nord-Ouest de Saint-Domingue). Il est nommé lieutenant de l'île de la Tortue.
En 1664, malade et après avoir été embastillé, il revendit l'île pour 15 000 livres tournois en 1664 à la Compagnie française des Indes occidentales après avoir tenté de la revendre aux anglais pour 6 000 livres sterling à la suite d'une première proposition de 10 000 livres par les Français. Il retourne à la Tortue finir ses jours auprès de son neveu, gouverneur par intérim.